# Liste der Baudenkmale in Renwick
Die Liste der Baudenkmale in Renwick umfasst alle vom New Zealand Historic Places Trust (NZHPT) als „Historic Place“ oder „Historic Area“ eingestuften Baudenkmale und Flächendenkmale der neuseeländischen Ortschaft Renwick. Die Angaben stammen aus dem Register des NZHPT. Die Bezeichnungen der Baudenkmale orientieren sich an diesem Register. In die Liste werden auch bekannte Wahi Tapu (Area), kulturell und religiös bedeutsame Stätten und Gebiete der Māori, aufgenommen. Sie werden jedoch meist nicht publiziert.

| Bild | Bezeichnung                                           | Ort            | Anschrift                                             | Beschreibung                                                                                 | Bauzeit    | Eintrag           | Nummer | Kat. |
| ---- | ----------------------------------------------------- | -------------- | ----------------------------------------------------- | -------------------------------------------------------------------------------------------- | ---------- | ----------------- | ------ | ---- |
| BW   | Langley Dale Station Homestead                        | Renwick        | Langley Dale Station, North Bank Road Karte (ungenau) | Wohnhaus einer Farm                                                                          | 1857       | 20. Juni 1990     | 1479   | 1    |
| BW   | Langley Dale Station Blacksmith's Shop                | Renwick        | Langley Dale Station, North Bank Road Karte (ungenau) | Schmiede einer Farm                                                                          | n.a.       | 25. November 1982 | 1481   | 2    |
| BW   | Langley Dale Station Dog Meat Boiler                  | Renwick        | Langley Dale Station, North Bank Road Karte (ungenau) | Schuppen auf einer Farm                                                                      | n.a.       | 25. November 1982 | 1483   | 2    |
| BW   | Langley Dale Station Scab Dip                         | Renwick        | Langley Dale Station, North Bank Road Karte (ungenau) | Einrichtung zur präventiven medizinischen Behandlung von Schafen gegen Schorf auf einer Farm | n.a.       | 25. November 1982 | 1482   | 2    |
| BW   | Langley Dale Station Stables, Granary and Chaff House | Renwick        | Langley Dale Station, North Bank Road Karte (ungenau) | Stallungen, Getreidelager und Lager für Spreu auf einer Farm                                 | 1863       | 25. November 1982 | 1485   | 2    |
| BW   | Langley Dale Station Workshop                         | Renwick        | Langley Dale Station, North Bank Road Karte (ungenau) | Werkstattschuppen einer Farm                                                                 | n.a.       | 25. November 1982 | 1486   | 2    |
| BW   | Langley Dale Station Cow Byre                         | Renwick        | Langley Dale Station, North Bank Road Karte (ungenau) | Viehunterstand                                                                               | 1870       | 25. November 1982 | 1480   | 2    |
| BW   | Cob House                                             | Renwick        | 47 Inkerman Street Karte                              | Wohnhaus                                                                                     | n.a.       | 25. November 1982 | 2922   | 2    |
| BW   | Leefield Station Homestead                            | Renwick (Nähe) | Leefield Station, Waihopai Valley Road, R D 6 Karte   | Wohnhaus einer Farm                                                                          | n.a.       | 25. November 1982 | 2926   | 2    |
| BW   | Leefield Station Looseboxes                           | Renwick (Nähe) | Leefield Station, Waihopai Valley Road, R D 6 Karte   | Stallungen einer Farm                                                                        | n.a.       | 25. November 1982 | 2931   | 2    |
| BW   | Leefield Station Maids' Quarters                      | Renwick (Nähe) | Leefield Station, Waihopai Valley Road, R D 6 Karte   | Mägdeunterkunft einer Farm                                                                   | 1850 (ca.) | 25. November 1982 | 2932   | 2    |
| BW   | Leefield Station Shearers' Quarters                   | Renwick (Nähe) | Leefield Station, Waihopai Valley Road, R D 6 Karte   | Unterkunft für Schafscherer einer Farm                                                       | n.a.       | 25. November 1982 | 2930   | 2    |
| BW   | Leefield Station Stables                              | Renwick (Nähe) | Leefield Station, Waihopai Valley Road, R D 6 Karte   | Stallungen einer Farm                                                                        | n.a.       | 25. November 1982 | 2929   | 2    |